# Аугсбург, Натали
Натали Аугсбург (нем. Natalie Augsburg; род. 15 ноября 1983, Крапковице, ПНР) — немецкая гандболистка, левая крайняя.

## Биография
Занималась в детстве лёгкой атлетикой, в 15 лет выбрала гандбол. Играла за команды «Растаттер» и «Кеч», с 2007 по 2013 годы выступала за «Лейпциг», с 2013 по 2015 годы игрок «Фюксе Берлин». В сборной дебютировала 26 мая 2010 в Ново-Месте в матче против Словении. В 78 играх забила 129 голов. Чемпионка Германии 2009 и 2010 годов, победительница Кубка Германии 2008 года. Студентка Университета в Маннхайме и Лейпциге по специальности «Бизнес-образование».